# Koje

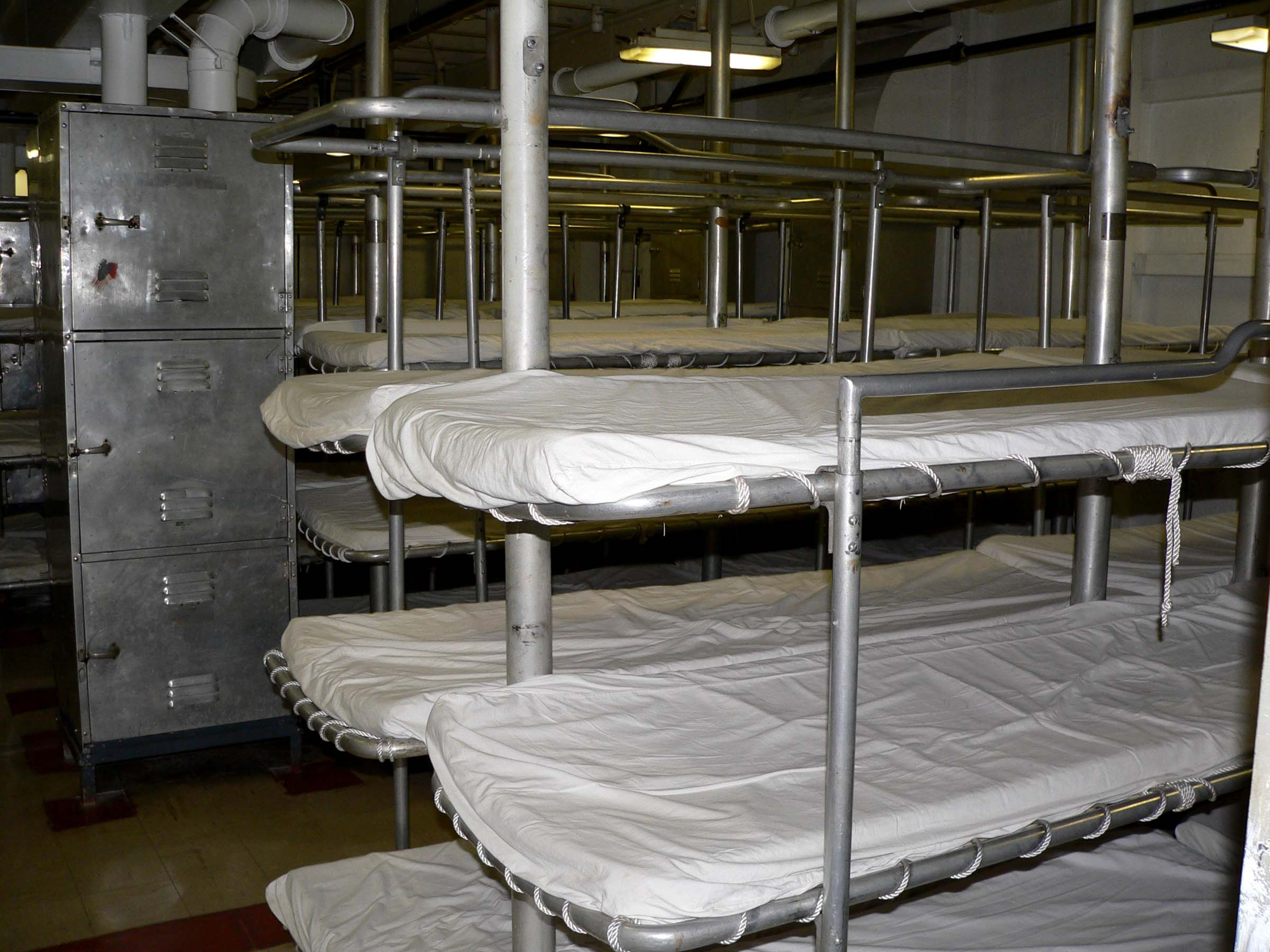
Kojen auf einem Marineschiff

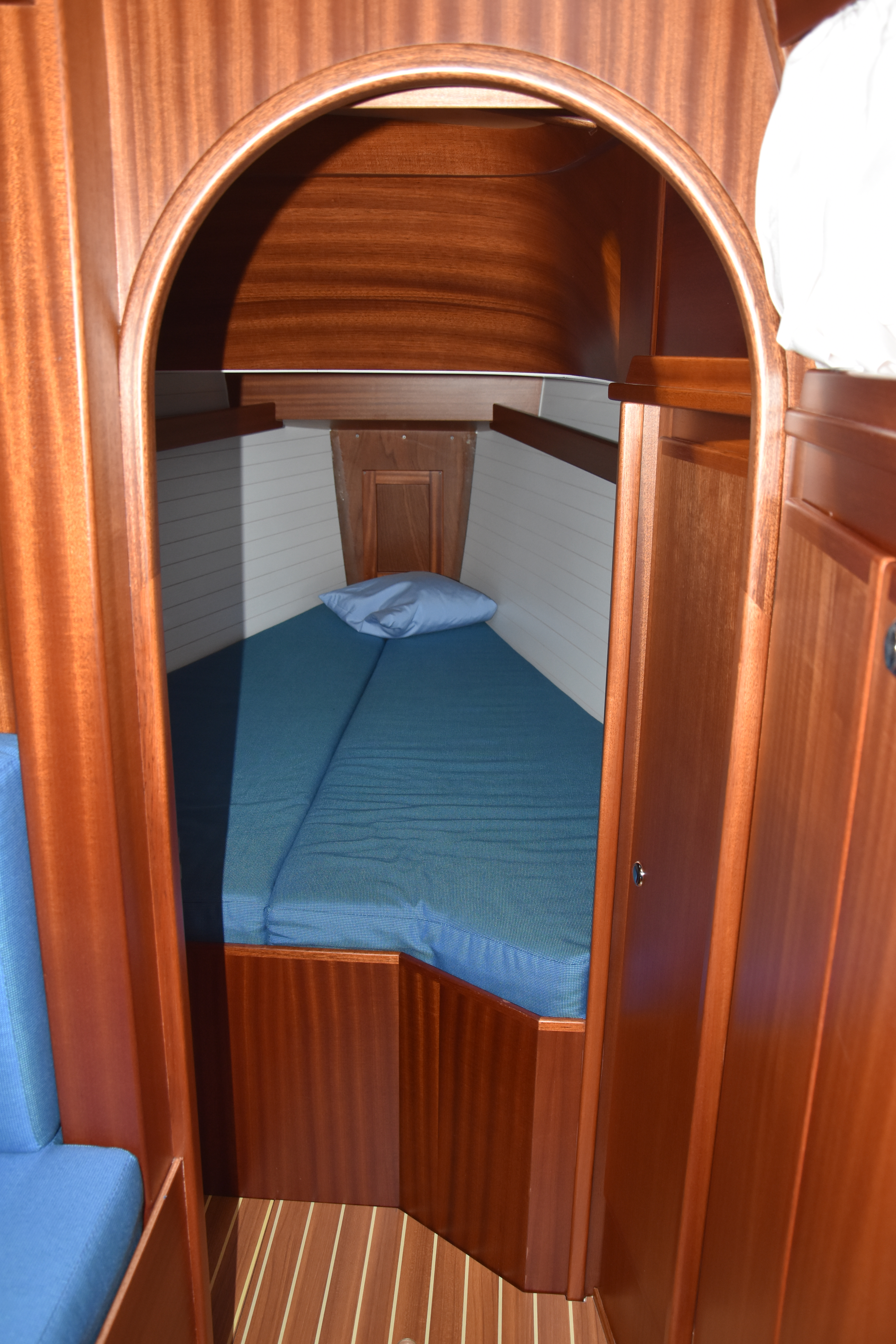
Doppelkoje in der Vorpiek eines kleinen Segelschiffs

Die Koje bezeichnet eine enge Schlafstätte, Schlafkammer oder einen kleinen Lagerraum auf Schiffen aller Art.

## Wortherkunft
Das Wort entstammt wohl lateinisch cavea „Verschlag, Kaue, Käfig“, kommt aber über Niederländisch kooi „Käfig, Verschlag, Stall“ ins Deutsche. Auch ein kleiner Verschlag auf Messen, in Ausstellungen oder in Lagerhäusern als abgetrennte Nische wird dementsprechend als Koje bezeichnet. Niederdeutsch findet sich die Bedeutung „Käfig“ in der Vogelkoje, einer Fangeinrichtung an der Nordseeküste. Auch Dänisch steht koie (køje) „Schiffskoje“, Schwedisch koja, Norwegisch koie greift aber jeweils das Begriffsfeld Stall auf und heißt „Hütte“. Daneben steht in der Bedeutung Schlafstätte Norwegisch køy(e).

## Bauformen

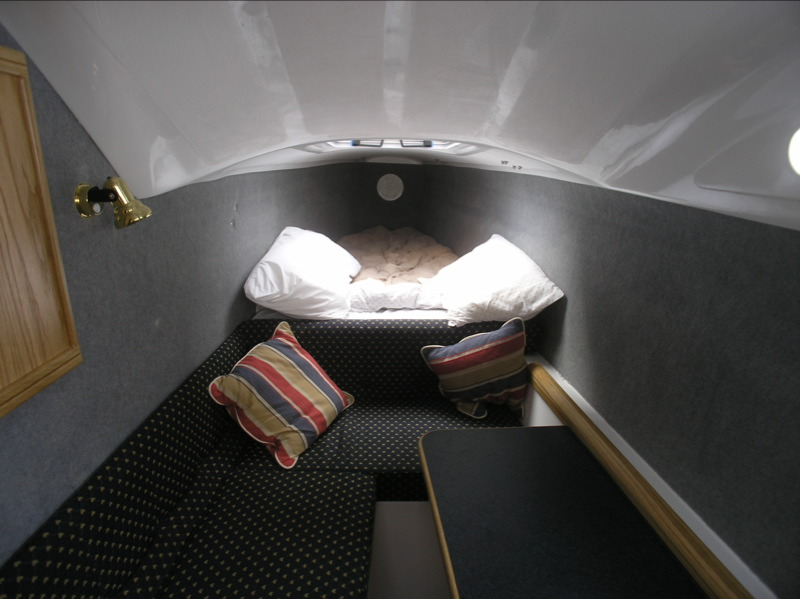
Blick in die Koje eines Katamarans

Man unterscheidet zwischen Längskojen und Querkojen, je nachdem ob die Kojen längsschiffs oder querschiffs eingebaut sind. Die Schiffkojen werden häufig platzsparend als zwei oder gar dreistöckige Etagenbetten in der Schiffskabine (Kajüte) übereinander angebracht. Entsprechende Etagenbetten auch in festen Häusern werden deshalb auch gerne Kajütenbetten genannt.
Die Längskojen verdienen im Hinblick auf die Seekrankheit den Vorzug, da sie das Rollen und Stampfen eines Schiffs am besten ausgleichen. Die Breite einer herkömmlichen Koje ist deutlich schmaler als die eines normalen Bettes, d. h. zwischen 70 und 85 cm. Eine erhöhte Leiste oder ein Leesegel soll das Herausfallen des Schlafenden verhindern. Eine geringe Kopffreiheit ist eine weitere zu erwartende Einschränkung des Komforts.

## Geschichte
Auf alten Segelschiffen bedeuteten Schiffskojen bereits einen Komfort gegenüber den früher meist üblichen Hängematten oder Netzen. Hygienisch waren sie trotzdem ein Rückschritt, denn die schlecht belüfteten Verschläge waren oft feucht, und meist teilten sich mehrere Männer eine Koje im Schichtwechsel sowohl untereinander als auch – unfreiwillig – mit zahlreichen Parasiten, von Milben und lästigen Insekten bis hin zu rattengroßen Nagetieren. Dadurch waren diese Kojen auch Quelle und Übertragungsstelle zahlreicher Krankheiten, z. B. der Pest.